# آرامگاه ابن حسام خوسفی
آرامگاه ابن حسام خوسفی،محل دفن ابن حسام خوسفی، شاعر سده نهم هجری در خوسف است. این بنا بر روی تپه ای سنگی قرار دارد که اطراف آن را مراتع و مزارع سرسبز می‌پوشاند. این آرامگاه برای اولین بار در سال ۹۲۰ قمری ساخته شده و آخرین مرمت آن طبق محتوای اشعار سروده شده سردر ورودی آرامگاه، با احتساب حروف ابجد سال ۱۲۹۲ هجری قمری بوده‌است.
بنا دارای نقشه چلیپایی شکل و پوشش گنبدی است و در سه جهت، سه طاق نما با قوس جناقی دارد.با اینکه این بنا در اواخر دوره صفویه ساخته شده، اما به خاطر تغییراتی که در دوره قاجار در آن به وجود آمده، قدمت آن را قاجار حساب میکنند. این بنا با شمارهٔ ثبت ۲۰۵۹ به‌عنوان یکی از آثار ملی ایران به ثبت رسیده است.

همچنین در داخل آرامگاه کتیبه‌ای کاشیکاری شده به رنگ سفید حاوی اشعار ابن حسام است که دور مقبره را فرا گرفته‌است.